# Master Boot Record
Master Boot Record (MBR) (på svenska även: huvudstartsektor) är de första 512 byten på en hårddisk till en PC. Där ligger den information som behövs för att datorn ska kunna starta ett operativsystem.
MBR består av:
1. Programkod, högst 446 byte
2. Disk-id, 4 byte (442–445), introducerad med Windows NT
3. En partitionstabell, som börjar på byte nr 446, och är 64 byte stor. Där finns plats för information om fyra partitioner.
4. En MBR-signatur, som består av 2 byte

Då en PC startas körs först inbyggd kod (BIOS), som dels kontrollerar att de centrala delarna av datorn fungerar, dels initierar maskinvaran. Om datorn är inställd att ladda operativsystemet från hårddisken laddas därefter MBR till minnet och koden körs, förutsatt att MBR-signaturen är korrekt.
Eftersom MBR-koden måste rymmas i 442 eller 446 byte kan den inte vara särskilt avancerad, utan måste använda BIOS-anrop för många funktioner och begränsa sig till det absolut nödvändiga. Vanligen laddar koden antingen en annan bootsektor, från den partition som märkts som aktiv, eller en ”bootloader”, ett litet program som initierar datorns operativsystem. En del MBR-kod erbjuder användaren möjlighet att välja vilket operativsystem som ska startas.